# Бон-Жезус-дас-Селвас

Бон-Жезус-дас-Селвас на карте штата.

Бон-Жезус-дас-Селвас (порт. Bom Jesus das Selvas) — муниципалитет в Бразилии, входит в штат Мараньян. Составная часть мезорегиона Запад штата Мараньян. Входит в экономико-статистический микрорегион Пиндаре. Население составляет  28 459 человек на 2010 год. Занимает площадь 2679,098 км². Плотность населения — 10,62 чел./км².
Праздник города — 10 ноября. 

## Демография
Согласно сведениям, собранным в ходе переписи 2010 г. Национальным институтом географии и статистики (IBGE), население муниципалитета составляет:
| Полное население                               | Полное население                               | Полное население                               | Полное население                               | 28 459 |
| ---------------------------------------------- | ---------------------------------------------- | ---------------------------------------------- | ---------------------------------------------- | ------ |
| в том числе:                                   | Городское население                            | 13 431                                         | Процент городского населения, %                | 47,19  |
|                                                | Сельское население                             | 15 028                                         | Процент сельского населения, %                 | 52,81  |
|                                                | Мужское население                              | 14 872                                         | Процент мужского населения, %                  | 52,26  |
|                                                | Женское население                              | 13 587                                         | Процент женского населения, %                  | 47,74  |
| Плотность населения, чел/км²                   | Плотность населения, чел/км²                   | Плотность населения, чел/км²                   | Плотность населения, чел/км²                   | 10,62  |
| Население муниципалитета в % к населению штата | Население муниципалитета в % к населению штата | Население муниципалитета в % к населению штата | Население муниципалитета в % к населению штата | 0,43   |

По данным оценки 2016 года, население муниципалитета составляет 32 900 жителей.

## История
Город основан 10 ноября 1994 года. 

## Статистика
- Валовой внутренний продукт на 2003 год составляет 37 906 584,00 реалов (данные: Бразильский институт географии и статистики).
- Валовой внутренний продукт на душу населения на 2003 год составляет 2084,27 реала (данные: Бразильский институт географии и статистики).
- Индекс развития человеческого потенциала на 2000 год составляет 0,580 (данные: Программа развития ООН).